# Санта Марта
Са̀нта Ма̀рта (на испански: Santa Marta) е град в Колумбия.
Разположен е в северната част на страната на брега на Карибско море и устието на река Мансанарес в едноименния залив. Главен административен център на департамент Магдалена. Население 415 270 жители по преброяването през 2005 г.
Основан е на 29 юли 1525 г. от испанския конквистадор Родриго де Бастидас. Той е първият град, основан в Колумбия, и сред първите в Латинска Америка.
Крайна железопътна гара на железопътна линия Меделин – Санта Марта. Туризъм, морски курорт. Хранителна промишленост. Отглеждане на тютюн, [[памук и кафе. Известно пристанище за износ на банани.
С изумруденото си спокойно море, пищната тропическа растителност и спокойният ритъм на живот той е най-известната туристическа дестинация в цялата страна.

## Личности
Родени
- Карлос Валдерама (р.1961), колумбийски футболист-национал
- Карлос Вивес (р.1961), колумбийски рокпевец и киноартист
- Йохан Фонлантен (р.1986), швейцарски футболист
- Радамел Фалкао (р.1986), колумбийски футболист

Починали
- Симон Боливар (1783 – 1830), латиноамерикански революционер, починал в околностите на Санта Марта